# Projecció (arts marcials)
Una projecció consisteix a fer caure l'oponent normalment havent agafat prèviament. En general, consisteix en tot acte dirigit a tirar a l'oponent a terra.
Pel que fa a llençar a un oponent a terra, es poden nomenar les projeccions tal qual, els enderrocs en els quals s'utilitzen únicament les mans per tirar a l'oponent, els escombrats en què s'utilitzen els peus únicament (potser ajudats per les mans com a punts de suport) i els sutemis (del japonès) en què s'utilitza la inèrcia o força de tirar-se un mateix a terra, per tirar a l'oponent.